# Mais toi, tu es Pierre
Pour plus de détails, voir Fiche technique et Distribution.
Mais toi, tu es Pierre est un film français réalisé par Maurice Cloche en 1971 et sorti en 1973.

## Fiche technique
- Réalisation : Maurice Cloche
- Scénario : François-Adrien Carot[1]
- Producteur : Jean-Claude Patrice
- Société de production : Patricia Films
- Photographie : Roland Dantigny
- Chef décorateur : Robert Giordani
- Musique : Guy Bonnet
- Genre : historique
- Durée : 90 minutes
- Dates de sortie: 
  - France : 10 mai 1973

## Distribution
- Fred Ulysse : Pierre
- Jean-Pierre Honoré
- Georges Berthomieu
- Jean-Pierre Bernard  : Thomas l'incrédule
- Gérard Mury
- Dominique Borg

## Tournage
Le tournage s'est déroulé du 16 septembre au 28 octobre 1971.